# 圣公会圣安妮堂

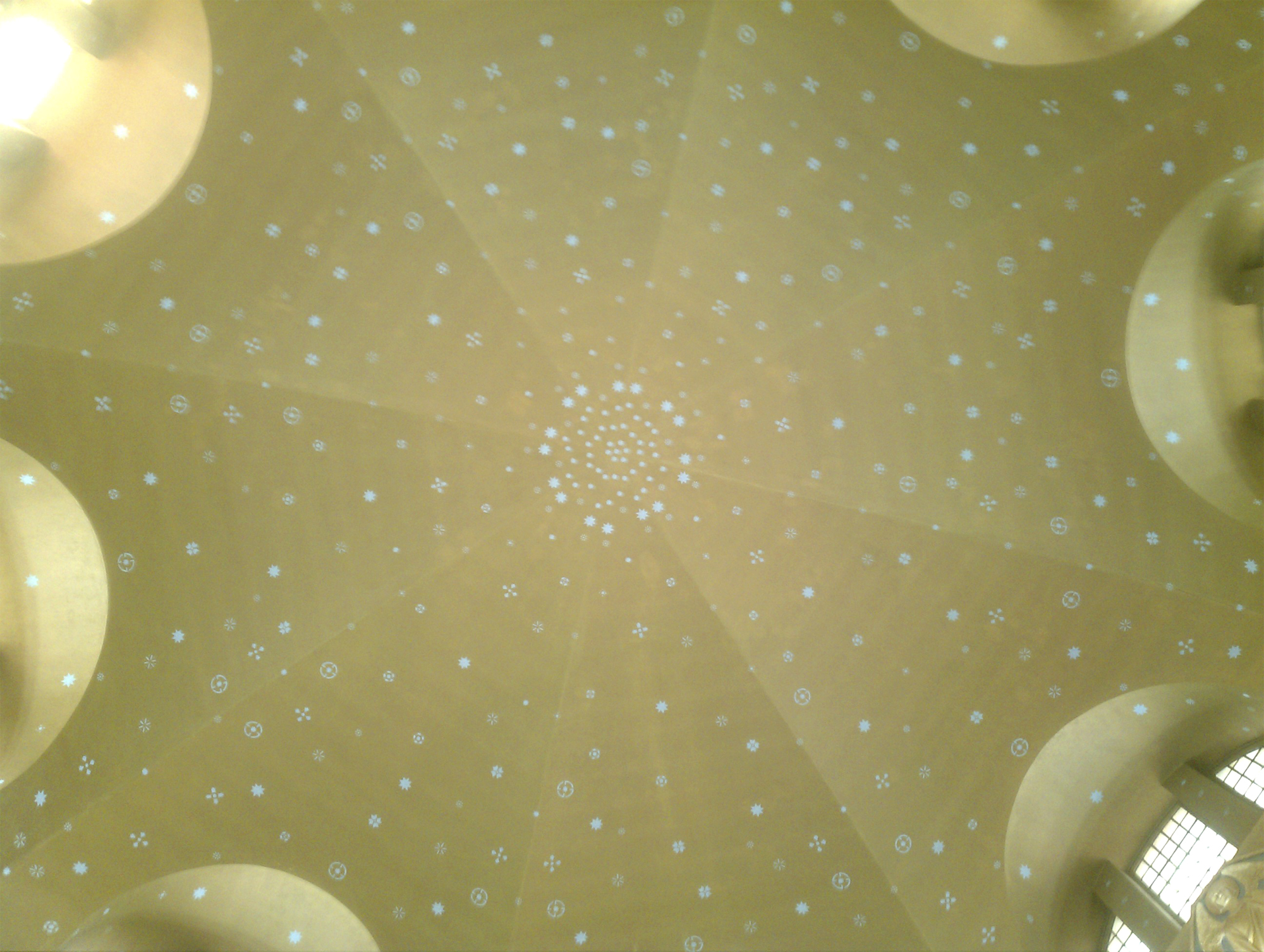
穹顶内部绘有星星的彩绘天花板

圣公会圣安妮堂（St. Anne's Anglican Church），俗称七人画派教堂，是一座加拿大圣公会教堂、加拿大国家历史遗产，位于加拿大安大略省多伦多。它创建于1863年，当时是布罗克顿村的教堂，是帕克代尔联区的7个堂区之一（原为12个）。目前的建筑建于1907-08年，俯视达弗林街，以独特的拜占庭复兴式建筑风格而著称。教堂的内部装饰着七人画派成员的艺术品，描绘旧约和新约的事迹，可追溯到1923年。J.E.H.麦克唐纳、弗雷德里克·瓦利和富兰克林·卡迈克尔的艺术品是七人画派的特例，为宗教目的而设计，不太为人所知。

## 历史
第一座教堂建于1862年，现在作为教堂的大厅。 1906年，劳伦斯·斯基牧师负责建造新教堂，以容纳增加的信徒。 1907年举行了新教堂设计竞赛，威廉·福特·豪兰获胜。 教堂采用拜占庭复兴风格，用混凝土和砖块建造，十字形平面，中央设有独特的穹顶，高21（69英尺）。其他建筑特色包括两个圆顶钟楼、半圆顶圣所和拱形耳堂。它是唯一一座以拜占庭风格建造的加拿大圣公会教堂。 1996年由加拿大政府公布为加拿大国家历史遗产。。

### 七人画派
1923年，劳伦斯·斯基牧师委托七人画派的创始成员之一J.E.H.麦克唐纳设计室内艺术品。麦克唐纳召集了一群加拿大艺术家，其中包括七人画派成员弗雷德里克·瓦利和富兰克林·卡迈克尔，以及梭罗·麦克唐纳、尼尔·麦凯奇尼、阿瑟·马丁、S. 特雷维拉努斯、H.S.帕尔默和H.S. 斯坦斯菲尔德。他们一起创作了十多幅壁画和大型画作。 该小组还包括雕塑家弗朗西丝·洛林和弗洛伦斯·怀尔，他们创作了四位使徒的浮雕。